# Garypinus asper
Garypinus asper är en spindeldjursart som beskrevs av Beier 1955. Garypinus asper ingår i släktet Garypinus och familjen Garypinidae. Inga underarter finns listade i Catalogue of Life.